# Порт-Огаста (аеропорт)
32°30′25″ пн. ш. 137°43′0″ зх. д. / 32.50694° пн. ш. 137.71667° зх. д.
Аеропо́рт Порт-Огаста (англ. Port Augusta Airport) —  аеропорт, розташований за 3 морські милі (5,6 км; 3,5 милі) на захід від Порт-Огаста, Південна Австралія.

## Огляд
Аеропорт служить воротами до міста Порт-Огаста, а також ізольованих корисних копалин на півночі штату. Інші операції включають базу Royal Flying Doctor Service, яка обслуговує адміністративні, інженерні та ангарні приміщення для флоту Pilatus PC-12 в аеропорту. Більшість перевезень в аеропорту пов’язані з авіацією загального призначення, тут також розташований аероклуб Порт-Огаста. Аеродром раніше підтримував чартерні операції з використанням більших реактивних літаків, таких як Fokker 100 і British Aerospace 146, у рамках концесії Управління безпеки цивільної авіації, однак ці операції більше не дозволені через обмеження на пероні та дозволи на реактивний вибух.

## Авіалінії та напрямки на листопад 2018
| Авіакомпанія                       | Пункт призначення                 |
| ---------------------------------- | --------------------------------- |
| Cobham Aviation Services Australia | Чартер: Аделаїда, Промайнент-Хілл |
| Regional Express Airlines          | Аделаїда, Кубер-Педі              |